# Entführung von Ylenia Lenhard
Ylenia Lenhard, geboren am 18. November 2001, war ein Mädchen aus Appenzell (Schweiz), das am 31. Juli 2007 vormittags an seinem Wohnort verschwand und am 15. September 2007 in Oberbüren, Kanton St. Gallen tot aufgefunden wurde.
Die Ermittlungen wurden zuerst durch die Kantonspolizei von Appenzell Innerrhoden geführt. Später, als sich ein Zusammenhang zwischen der Entführung und einer Schussattacke sowie einem Suizid ergab, auch von der Kantonspolizei St. Gallen und nach weiteren Hinweisen schliesslich auch von der Kantonspolizei Appenzell Ausserrhoden. Später wurde nach Hinweisen im Thurgau auch die Kantonspolizei Thurgau hinzugezogen und die interkantonale Sonderkommission «Rebecca» aus Bern eingeschaltet. Bei der Suche nach dem vermissten Mädchen wurde auch das Militär eingeschaltet sowie Beamte aus dem Fürstentum Liechtenstein einbezogen.

## Ablauf
Am 1. August 2007 wurde die fünfjährige Ylenia bei der Kantonspolizei Appenzell Innerrhoden als vermisst gemeldet. Sie wollte am 31. Juli im Hallenbad ihr Shampoo holen, welches sie tags zuvor dort vergessen hatte. Zuletzt wurde sie beim Verlassen des Hallenbades gesehen. Als Ylenia nicht nach Hause kam, informierte die Mutter die Kantonspolizei. Am selben Tag wurde im Bürerstich bei der Autobahnbrücke beim Weiler Schollrüti bei Oberbüren am Rande des Hartmannswalds ein Mann durch einen damals Unbekannten angeschossen. Die Polizei suchte nach einem weissen Kastenwagen mit spanischem Kontrollschild, welcher auch vor dem Hallenbad in Appenzell gesehen worden war.
Am Abend des 31. Juli wurde der Kastenwagen am Rande des Hohrainwalds oberhalb von Billwil in der Gemeinde Oberbüren gefunden, rund drei Kilometer vom Hartmannswald entfernt. In der Nähe des Fahrzeugs fanden Suchhunde der Polizei am folgenden Tag die Leiche des Halters, der sich das Leben genommen hatte. Es handelte sich um den in Spanien lebenden Auslandschweizer Urs Hans von Aesch. Bei der kriminaltechnischen Untersuchung des Wagens wurde später anhand von DNA-Spuren festgestellt, dass sich Ylenia im Fahrzeug aufgehalten hatte. Später fanden Spaziergänger Ylenias Rucksack mit ihren Kleidern und ihren Velohelm bei Billwil und ihren Tretroller beim Hartmannswald.
Am 3. August erliess die Kapo Appenzell Innerrhoden einen dringenden Aufruf an Hausbesitzer und -vermieter, Berghütten, Keller und leerstehende Räume zu durchsuchen, weil Urs Hans von Aesch zuvor wochenlang Liegenschaften besichtigt hatte. Weiter wurde bekannt, dass von Aesch im Alter von 20 Jahren in Zürich wegen Erpressung mit angedrohter Kindesentführung rechtskräftig verurteilt worden war. Zusammen mit seiner Frau lebte er zurückgezogen in Spanien. Sein Haus hatte er mit einer Selbstschussanlage ausgestattet und mit einem Sicherheitszaun umgeben.
Auch an diesem Tag gab es keine Spur von Ylenia; die Suche wurde bis zum Morgen des 4. August unterbrochen. Am selben Tag wurden die Sonderkommission «Rebecca» sowie die Interpol eingeschaltet, weil es nach Spekulationen der Zeitung Blick angeblich Zusammenhänge mit dem vermissten Mädchen Madeleine McCann gab, die am 3. Mai in Portugal als vermisst gemeldet worden war. Als diese Mutmassungen auch in der englischsprachigen Presse kursierten, dementierte die Polizei die Gerüchte.
In den folgenden drei Wochen wurde in den Wäldern der Umgebung sowohl von der Polizei als auch von Privatpersonen vergeblich nach Ylenia gesucht. Später wurde auch das Militär zur Suche hinzugezogen. Auch in der ZDF-Sendung «Aktenzeichen XY … ungelöst» wurde der Fall geschildert, jedoch ohne nennenswerte Ergebnisse.
Am 15. September 2007 wurde Ylenias Leiche im Hartmannswald von einer Privatperson gefunden, welche bereits seit drei Wochen nach Ylenia gesucht hatte. Der Körper war in etwa 50 Zentimetern Tiefe vergraben und von Wildtieren teilweise freigelegt worden. Der Fundort lag etwa 200 Meter entfernt von der Stelle, wo Ylenias Kickboard gefunden worden war und circa 2,7 Kilometer vom Fundort ihrer Utensilien bei Billwil.
Rechtsmedizinische und kriminaltechnische Untersuchungen ergaben, dass Ylenia keine körperliche Gewalt angetan und sie nicht sexuell missbraucht worden war. Der genaue Ort und genaue Zeitpunkt ihres Todes seien «nach so langer Zeit» nicht mehr feststellbar, teilte Bruno Fehr von der Kriminalpolizei St. Gallen mit. Die abgeschlossenen Untersuchungen vom 19. November 2007 ergaben, dass Ylenia an einer Toluol-Vergiftung gestorben war.
Am 20. September 2007 wurde auf einer Wegstrecke beim Hartmannswald von Aeschs Pistole gefunden, mit der er am 31. Juli auf einen möglichen Zeugen geschossen hatte.

## Kritik an Berichterstattung der Zeitung «Blick»
Die Kantonspolizei St. Gallen musste nach wiederholten Spekulationen der Boulevardzeitung Blick mehrfach Richtigstellungen publizieren. So wurde beispielsweise gemeldet, von Aesch habe sich in Portugal aufgehalten, sei glatt rasiert gewesen, und die Polizei fahnde nach einem zweiten Mann.
Der St. Galler Kripo-Chef Bruno Fehr: «Ohne Öffentlichkeitsarbeit und Medien kann die Polizei in einem Kriminalfall wie Ylenia ihre Arbeit nicht erledigen. Wenn aber Boulevardblätter wilde Spekulationen in die Welt setzen und Zeugen, die von der Polizei längst befragt und deren Aussagen als wenig glaubwürdig eingeschätzt worden sind, in den Medien eine Plattform erhalten, wird es problematisch. Solche Auftritte sorgen in der Bevölkerung bloss für Angst und Verunsicherung und tragen nichts bei zur Aufklärung des Falles.»
Die Staatsanwaltschaft St. Gallen kritisierte das Boulevardblatt Blick, es würde «die Öffentlichkeit bewusst falsch informieren». Es würden unnötig Polizeikräfte für Abklärungen gebunden und bei den Angehörigen Ylenias Hoffnungen geweckt, die keine reale Basis hätten, äusserte sich Thomas Hansjakob, Erster Staatsanwalt des Kantons St. Gallen.
Auch die Mutter des vermissten Kindes und Angehörige kritisierten, dass ihnen durch diese «wilden Spekulationen» (Kantonspolizei St. Gallen) immer wieder falsche Hoffnungen gemacht worden seien.

## Belohnung
Für Hinweise, die zur Auffindung von Ylenia führten, wurde durch die Kapo Appenzell Innerrhoden eine Belohnung von insgesamt 21'500 Franken beziehungsweise 13'000 Euro ausgesetzt. Die Gelder stammen von privater Stelle. Die Belohnung wurde dem Finder der Leiche ausbezahlt.

## Stiftung
Ylenias Mutter erklärte in einem Gespräch im Schweizer Fernsehen, sie wolle zusammen mit dem Onkel des Opfers die Stiftung Ylenia gründen, damit der Tod ihres Kindes nicht ganz sinnlos gewesen sei. Diese solle Kinder in Not unterstützen.

## Politische Folgen
Die grosse Betroffenheit über Ylenias Verschwinden löste die Forderung aus, in der Schweiz für solche Fälle ein nationales Schnell-Alarmsystem zu schaffen, wie es in Frankreich und anderen Ländern besteht. Die Rechtskommission des Nationalrates beschloss hierzu zwei Motionen.
Justizminister Christoph Blocher schrieb am 9. September 2007 als Antwort auf einen Aufruf an die Politik, Massnahmen zu ergreifen, welcher mit der Unterstützung von 100 Prominenten in der Westschweizer Tageszeitung Le Nouvelliste veröffentlicht wurde, unter anderem Folgendes: «Die Rechtskommission des Nationalrates hat dazu zwei Motionen beschlossen, die demnächst vom Bundesrat beantwortet werden. Ohne der Beratung im Bundesrat vorzugreifen gehe ich davon aus, dass er diese Vorstösse wohlwollend prüfen wird. An ihrer Versammlung vom 13. September 2007 hat die Konferenz der Kantonalen Polizeikommandanten (KKPKS) mit dem Direktor des Bundesamtes für Polizei die Frage einer allfälligen Einführung eines solchen Systems beraten. Bestehende Alarmierungssysteme werden geprüft und eine Berichterstattung folgt noch in diesem Jahr. Nächste Woche wird sich die Vereinigung der Schweizerischen Kripochefs (VSKC) mit diesem Thema befassen. Weiter werde ich an der Versammlung der Konferenz der Kantonalen Justiz- und Polizeidirektoren (KKJPD) vom 15. November 2007 in St. Gallen diese Frage mit den kantonalen Regierungsmitgliedern erörtern. Die enge Zusammenarbeit mit den Kantonen ergibt sich aufgrund der kantonalen Polizeihoheit und der Tatsache, dass die Kompetenz für die Strafverfolgung bei Kindsentführungen bei den Kantonen liegt.»
Gegen den Widerstand aus Datenschutzkreisen wird durch die Ereignisse im «Fall Ylenia» in der Schweiz erstmals eine Sexualstraftäterdatei gefordert. Diese Forderung wird unter anderem von der interkantonalen Soko «Rebecca» erhoben, welche nun die Serie ähnlicher Fälle in den 1980er-Jahren erneut aufrollt.